# Haunted House (màquina recreativa)
Haunted House és una màquina recreativa fabricada el 1972 per Midway Manufacturing Company. És un videojoc de tir amb rifle a l'estil de Dale Gun.

## Característiques
- Quatre objectius[1]
  - x2 Gats
  - x1 Bruixa
  - x1 Lladre de tombes
- Camp de joc Tridimensional[1]
- Il·luminació de fons[1]
- Retrocés de l'arma[1]
- Dificultat adaptativa[1]

## Efectes sonors
Haunted House utilitza un reproductor de 4 canals sobre una cinta de 8 pistes per produir música de fons i efectes sonors. El so de fons es reprodueix contínuament, però el jugador canvia temporalment les pistes per a l'èxit objectiu adequat.